# 中共黨員名單曝光事件
中共黨員名單曝光事件，是指在2020年12月，對華政策跨國議會聯盟取得一張195萬中國共產黨黨員名單，當中發現有不少大型跨國企業及外國駐中國的使領館职员身份是中國共產黨黨員，包括澳洲、美國、英國、德國、瑞士、印度、新西蘭、意大利以及南非等等國家都有這個情況。

## 事件經過
2020年9月，這些黨員名單被交由全球多國150名議員組成的對華政策跨國議會聯盟，再由聯盟轉發給《澳大利亚人报》、《星期日邮报》、《德斯坦达德报》和瑞典记者。2020年12月被各大媒體曝光。黨員名單內有大約195萬中共黨員任職的跨國機構，包括藥廠輝瑞、阿斯特捷利康、航空企業波音、福士汽車，澳新銀行、香港上海滙豐銀行、勞斯萊斯、台達電、台塑等。另外，駐上海的澳洲、英國與美國使館亦被指遭中共滲透。
名單的時間可以追溯至2016年，內含上海地區的黨員姓名、出生日期、族裔，有寫還有地址與電話號碼。名單又細分為79,000個中共分支，好多分支都與個別公司或者機構有關。

## 各地情況與反應

### 澳洲
外洩名單顯示，在澳大利亚驻上海总领事馆，至少十名中共黨員在那邊工作。另外，澳新銀行、新南威爾士大學，甚至在一些與澳洲政府簽署了敏感國防合約的企業，亦有中共黨員在那邊工作。有外交事務專家警告，有些中共黨員在領事館工作了十六年，可能是國家資助間諜網的一部分，此類操作違反規定，還危及國家安全。澳新銀行之後回應事件，表示他們不干預員工參與政治團體活動。有澳洲策略政策研究所執行董事，前國防部副次長詹寧斯就警告，中共能夠控制黨員做它想做的事，澳洲不能輕視這件事。
事件引發澳洲政府對協助招聘的中國資助的人力外派機構（上海市外国机构服务处）的調查，多個國會議員關注此事，例如參議員雷克斯·帕特里克就要求外長马里斯·佩恩要解釋為什麼澳洲外交部要透過一間人力外派機構來聘用中共黨員在領事館裡面工作，又要求派恩必須確保中共黨員不可以接觸到敏感或者機密得資訊。12月15日，SBS報道政府開始展開關於「上海市外國機構服務處」為中國共產黨進行滲透任務的調查。

### 英國
英國《星期日郵報》分析後發現，有幾個中共黨員在英國領事館任職，例如一個曾就讀聖安德魯大學的中共黨員，就在包括英國在內的多個外國駐上海的領事館工作過。星期日郵報同時指出，中共黨員亦有前往英國大學，在航太工程、化學等可能涉及機密的領域進行研究。
另外，有超過六百名中共黨員在英國匯豐銀行與渣打銀行工作。而這兩間銀行被指包庇中共，例如匯豐曾凍結前香港民主黨立法會議員許智峯與他家人的銀行賬戶。
事件引起英國震驚。英國外交部回應事件的時候，堅稱擁有健全的程序，去保護資料安全性並審查外館人員。不過，前保守黨黨魁伊恩·邓肯·史密斯就在星期日郵報上撰文表示，這次事件證實中共黨員已經散播全球，英國政府必須即刻採取動作，將英國駐中國領事館內的所有中共黨員驅離或者免職。英國前外交官兼中國專家亨德森（Matthew Henderson）就形容，事件進一步證明中國是如何滲透英國機構，推翻民主制度，形容英國政府在「與狼共舞」。位於英國倫敦的亨利·杰克逊协会外交政策智囊團的岩士壯（Sam Armstrong）也表示，事件令人深感不安，這件事說明了中共在全球無孔不入，大家不能夠視而不見。
包括史密斯在內的有三十個國會議員表示，將會在下議院提出緊急質詢。

### 中華人民共和國
观察者网“补壹刀”专栏发表题为〈谁把195万中共党员信息，泄露给境外反华组织〉的文章，表示中共党员人数达9,200多万人，中国的外国机构和企业有中共黨員是一件再正常不過的事情。文章懷疑黨員名單外洩是因為「出了內鬼」。
2020年12月15日，中国外交部发言人汪文斌在例行记者会上表示：“有关说法（中共党员渗透英国等國机构）无外乎是个别反华分子对中国共产党歇斯底里抹黑和污蔑，在逻辑上是荒谬的，事实上也根本站不住脚，不过是中国威胁论的又一翻版。”“9,200万中共党员在各行各业当中发挥着先锋模范作用。这是中国的现实国情。”